# 久保健一郎
久保 健一郎（くぼ けんいちろう、1962年 - ）は、日本の日本史学者、早稲田大学教授。
北海道網走市生まれ。1985年早稲田大学第一文学部卒業、93年同大学大学院文学研究科博士後期課程単位取得退学。早稲田大学文学部助手、助教授、2007年同文学学術院准教授、教授。2001年「戦国大名における公儀の研究」で文学博士。

## 著書
- 『戦国大名と公儀』校倉書房 歴史科学叢書 2001
- 『戦国時代戦争経済論』校倉書房 歴史科学叢書 2015
- 『戦国大名の兵粮事情』吉川弘文館・歴史文化ライブラリー、2015年
- 『中近世移行期の公儀と武家権力』同成社中世史選書、2017
- 『享徳の乱と戦国時代』列島の戦国史1、吉川弘文館、2020

## 論文
- <久保健一郎